# Club Arauco Prado
El Club Arauco Prado es un club de fútbol boliviano de la ciudad de Cochabamba. Fue fundado el 3 de julio de 1954 y actualmente juega en la Asociación de Fútbol Cochabamba.

## Historia
El club nació en la plaza más popular de Cochabamba: La Recoleta, a iniciativa del personal gastronómico del Hotel Cochabamba, que le puso el nombre en homenaje a la familia Arauco Prado propietaria en esa época de ese establecimiento hotelero, que fomentaba la práctica de este deporte entre su personal.

## Datos del club
- Fundación: 3 de julio de 1954.
- Temporadas en Primera División: 0.

## Palmarés

### Títulos regionales
- Campeón de la Asociación de Fútbol Cochabamba (1): 1987.